# Mijn Vriend Dahmer
Mijn Vriend Dahmer (oorspronkelijke Engelstalige titel: My Friend Dahmer) is een striproman uit 2012 van striptekenaar Derf Backderf. Backderf zat in de middelbare school in een klas met de latere seriemoordenaar Jeffrey Dahmer. Dit boek beschrijft het leven van Jeffrey Dahmer en zijn omgang met zijn klasgenoten in die periode. Hiervoor baseerde Backderf zich op zijn eigen herinneringen, die van klasgenoten, interviews en de verhoren van Dahmer afgenomen door de politie. In 2002 publiceerde Derf een verkleinde, 24 pagina's tellende zelfgepubliceerde versie. Dit werd genomineerd voor een Eisner Award. De uiteindelijke versie van 224 pagina's werd in 2012 door Abrams Comic Arts uitgegeven. De Nederlandse vertaling werd uitgegeven door Scratch Books.

## Plot
In een proloog, vier hoofdstukken en een epiloog beschrijft Backderf de periode waarin hij Jeffrey Dahmer kende. Van de brugklas tot na het eindexamen van de middelbare school in 1978. Backderf beschrijft de fascinatie van Dahmer met dode dieren, zijn morbide seksualiteit, zijn vreemd gedrag op school, zijn moeilijke thuissituatie, tot het geven van een lift aan zijn eerste slachtoffer. Backderf ging om met Dahmer zonder dat ze echt vrienden waren. 